# تنگه گل
تنگه گل، روستایی از توابع بخش گالیکش شهرستان مینودشت در استان گلستان ایران است.

## جمعیت
این روستا در دهستان قراولان قرار دارد و براساس سرشماری مرکز آمار ایران در سال ۱۳۸۵، جمعیت آن زیر سه خانوار بوده‌است.